# Карнатікські війни

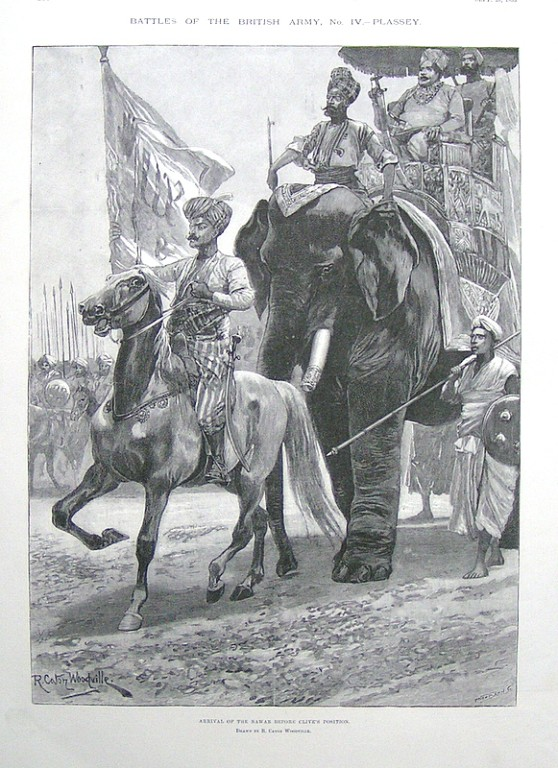
Прибуття англійської армії на полі битви під Плессі

Карнатікські війни — серія військових конфліктів середини XVIII століття між державами індійського регіону Карнатіка, що виникли на рештках імперії Великих Моголів, за якими стояли та яких спрямовували європейські колонізатори в особі Британської та Французької Ост-Індійської компаній.

## Історія
Конфлікти були спричинені боротьбою між численними номінально незалежними правителями та їхніми васалами за головування в Індії після розпаду держави Великих Моголів. Від європейських колонізаторів основними гравцями були француз Жозеф Франсуа Дюплеї, який 1742 року став губернатором Французької Індії, й англієць Роберт Клайв. Ост-Індійські компанії активно включились до інтриг між місцевими правителями, щоб збільшити вплив своїх держав. Карнатікські війни велись, в основному, на території вище дельти річки Ґодаварі, підконтрольній нізаму Хайдарабаду.
Всього було три Карнатікських війни: перша (1746—1748), друга (1749—1754) й третя (1757—1763), при чому перша з них була фактично частиною війни за австрійську спадщину, третя — частиною Семирічної війни. В результаті трьох війн Британська Ост-Індійська компанія забезпечила собі на території Індії значну перевагу над іншими європейськими торговими компаніями, а сфера впливу Французької Ост-Індійської компанії виявилась фактично обмеженою Пудучеррі. Британське домінування надалі призвело до перетворення майже всієї території сучасної Індії на британську колонію.